# Педченко Марія Дмитрівна
Марія Дмитрівна Педченко (Дріманова) (17 листопада 1929 — ?) — українська радянська діячка, новатор сільськогосподарського виробництва, доярка радгоспу імені Суворова Снігурівського району Миколаївської області. Депутат Верховної Ради УРСР 5-го скликання. Герой Соціалістичної Праці (26.02.1958).

## Біографія
Народилася в селянській родині Дмитра Педченка.
З 1940-х років — доярка радгоспу імені Суворова села Червона Зірка Снігурівського району Миколаївської області. Досягала високих надоїв молока.
Потім — на пенсії у місті Миколаєві Миколаївської області.

## Нагороди
- Герой Соціалістичної Праці (26.02.1958)
- орден Леніна (26.02.1958)
- медалі